# Trichocentrum splendidum
Trichocentrum splendidum là một loài lan đặc hữu của Guatemala.

## Hình ảnh

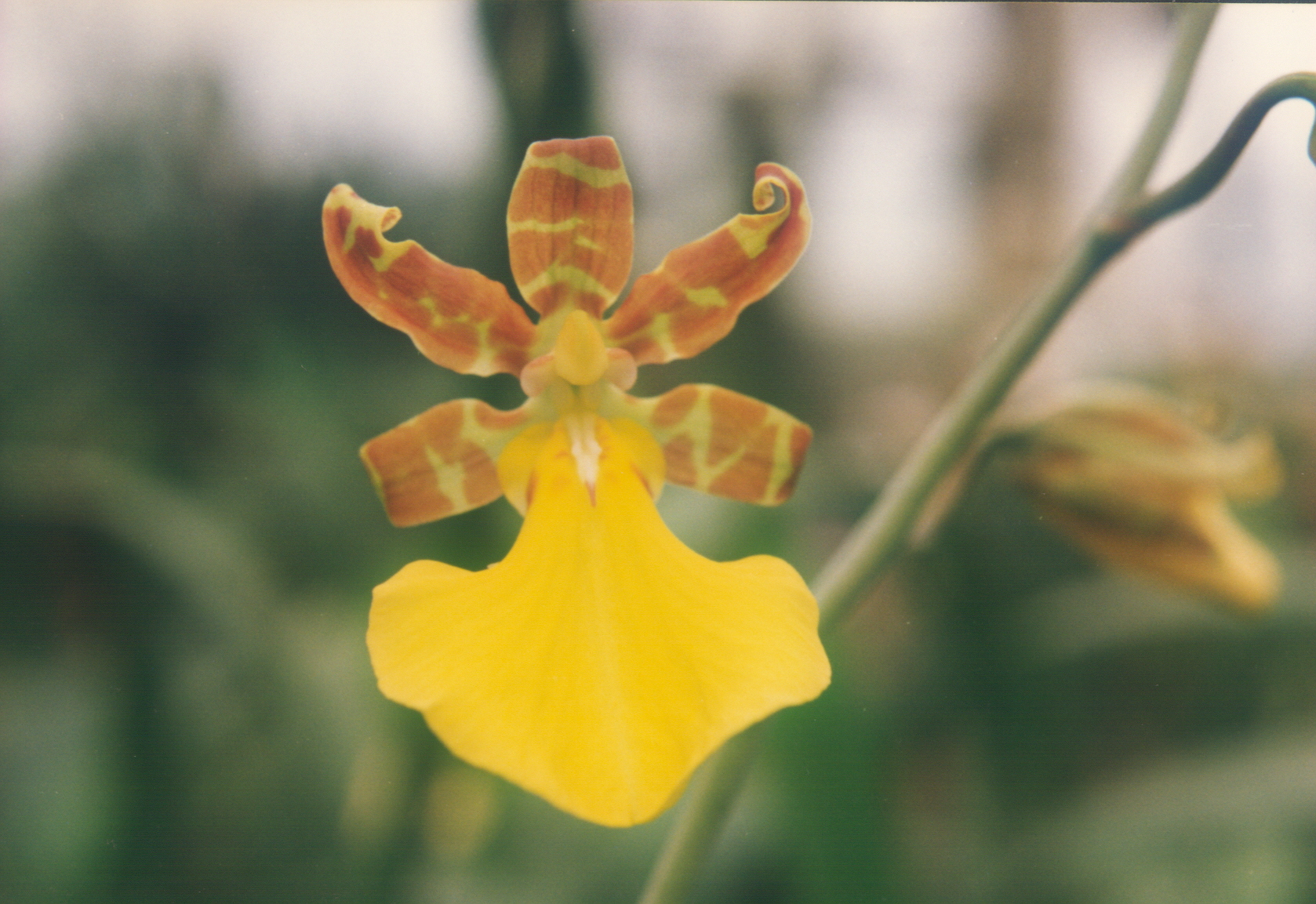
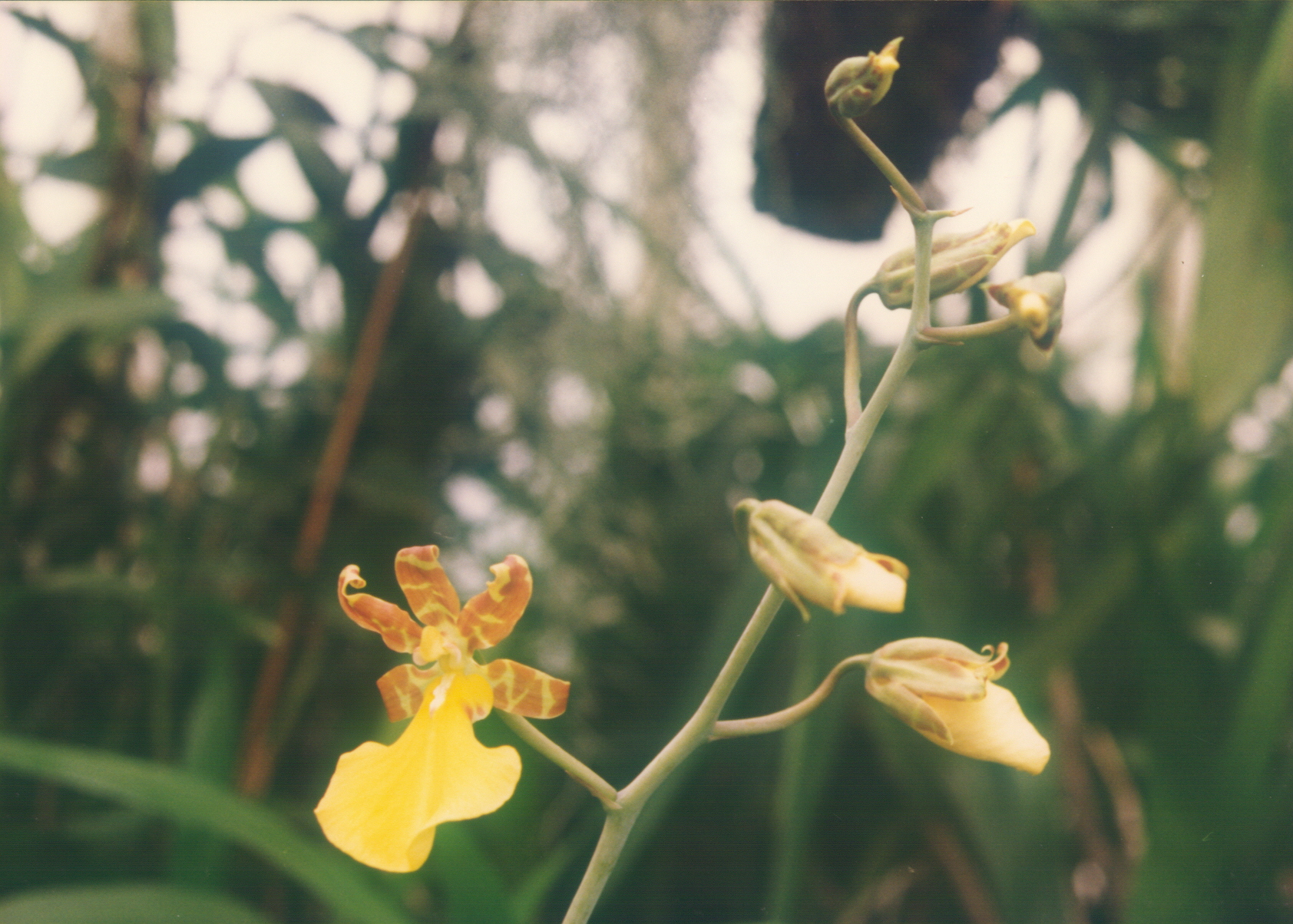
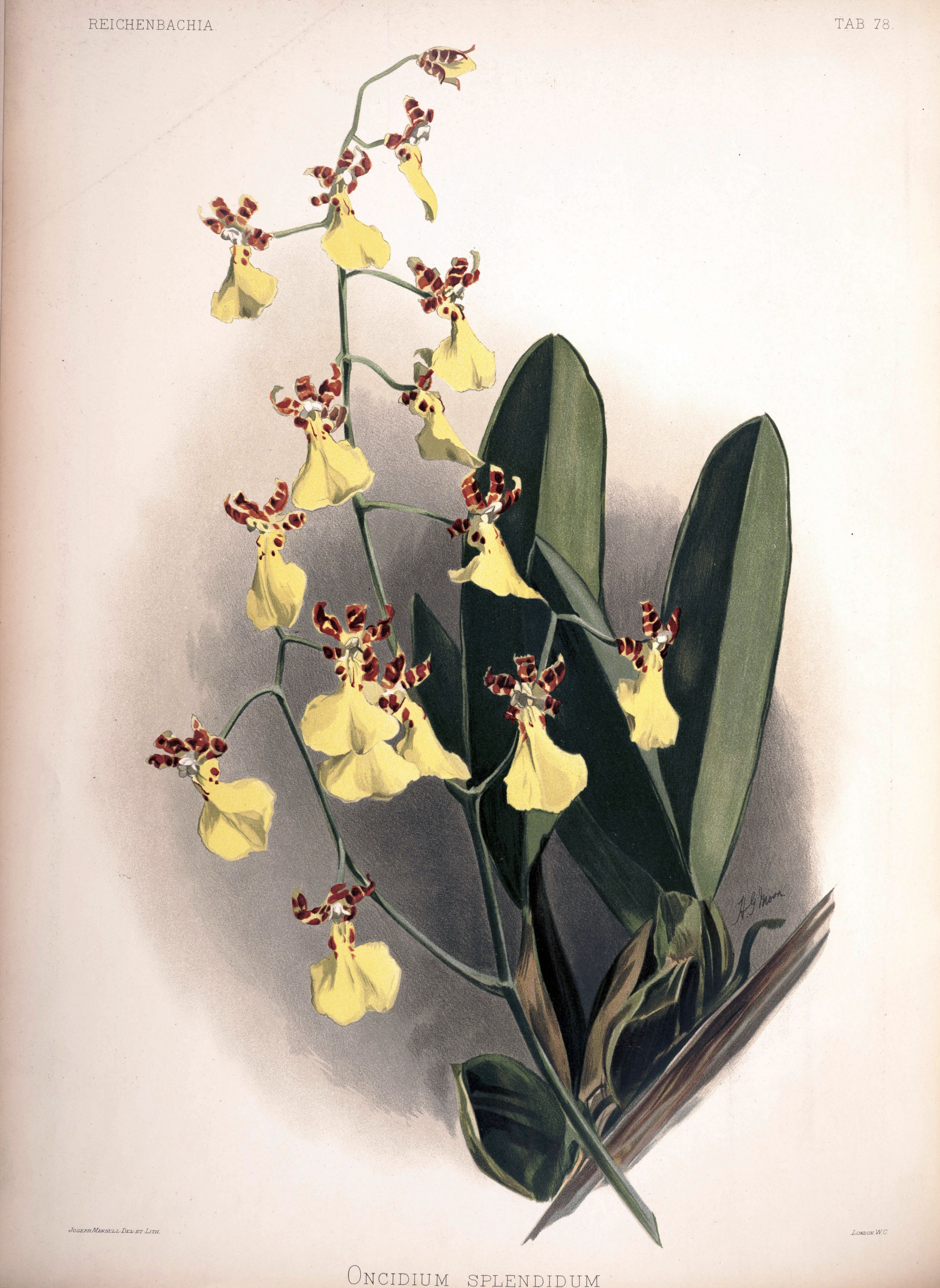
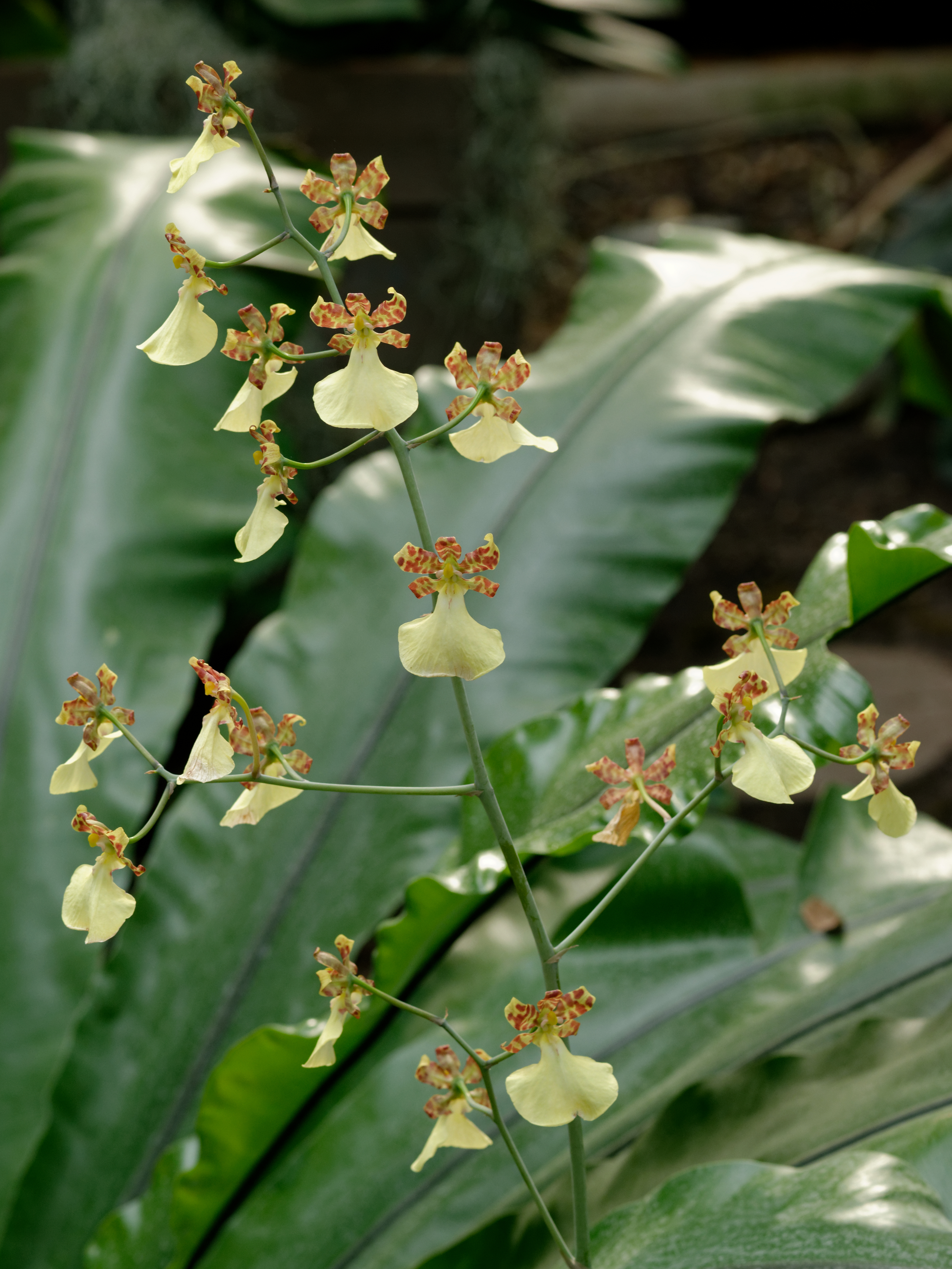